# Pohorilți, Bilohirea
Pohorilți (în ucraineană Погорільці) este un sat în comuna Vorobiivka din raionul Bilohirea, regiunea Hmelnîțkîi, Ucraina.

## Demografie
Componența lingvistică a localității Pohorilți
     Ucraineană (100%)
Conform recensământului din 2001, toată populația localității Pohorilți era vorbitoare de ucraineană (100%).